# Juan Carlos Guarda
Juan Carlos Guarda Vergara (* 4. Februar 1967 in Viña del Mar) ist ein ehemaliger chilenischer Fußballspieler auf der Position eines offensiven Mittelfeldspielers.

## Karriere
Juan Carlos Guarda begann seine Karriere in der Jugend von Las Palmas de Nueva Aurora in seiner Heimatstadt Viña del Mar. Er wechselte in die Jugend von Everton und schafft 1988 den Sprung in die Profimannschaft, wo er gemeinsam mit seinem älteren Bruder auflief. Nach vier Jahren wechselte Guarda zu Deportes Melipilla. Dort stieg er 1993 in die Segunda División ab. 1995 wechselte Guarda zu den Santiago Wanderers, wo er wieder gemeinsam mit seinem Bruder spielte und die Zweitliga-Meisterschaft gewann. 1996 kehrte er zu seinem Ausbildungsklub Everton zurück und beendete dort seine Karriere.

## Erfolge
Santiago Wanderers
- Chilenischer Zweitliga-Meister: 1995

## Sonstiges
Sein jüngerer Bruder Luis Guarda ist ebenfalls ehemaliger Profifußspieler. Gemeinsam spielten sie von 1998 bis 1990 bei Everton und 1995 bei den Santiago Wanderers.